# 1929 en dadaïsme et surréalisme
Pour l'année, voir 1929.
 Chronologie de dada et du surréalisme 
- 1925
- 1926
- 1927
- 1928
- 1929
- 1930
- 1931
- 1932
- 1933

Cet article présente les faits marquants de l'année 1929 en dadaïsme et surréalisme.

## Éphémérides

### Janvier
- 10 janvier
André Breton, Frédéric Mégret, Suzanne Muzard & Georges Sadoul, Lemon squach, cadavre exquis à la gouache sur papier noir[1].

- 20 janvier
À la Bourse de Charleroi (Belgique), première exposition de René Magritte où Paul Nougé prononce une conférence accompagné par la musique d'André Souris[2].

### Février
- 19 février
Michel Leiris se décide à rompre officiellement avec le surréalisme[3]. Selon Georges Bataille son éloignement du mouvement remonterait au début de 1928[4].

### Mars
- 11 mars
Réunion des surréalistes sur le thème « Examen critique du sort fait récemment à Léon Trotsky[5] », prétexte à prononcer les exclusions de Jacques Baron, Jacques Prévert, Man Ray, Yves Tanguy et du groupe Grand Jeu[6] en raison de la parution dans un journal quotidien d'un article de Roger Vailland rendant hommage au préfet de police Jean Chiappe.

- 19 mars
Paul Eluard, L'Amour la poésie[7]

### Avril
- 1er avril
Lettre d'Antonin Artaud à Yvonne Allendy : « Amélioration très sensible obtenue à la suite de quelques piqûres. Dans l'espace de 24 heures le gros de mes douleurs a cédé et la vie m'est devenue plus supportable. Il n'était que temps car j'étais décidé à en finir. »[8]

- 17 avril
Artaud, L'Art et la mort, recueil de textes publiés en revue entre 1925 et 1927, orné d'une eau-forte de Jean de Bosschère, édité par la librairie des Trois Magots de Robert Denoël à la suite de la brouille avec Jean Paulhan[9]

- André Rolland de Renéville, Rimbaud le voyant, essai[10]

- Publication du premier numéro de la revue Documents dirigée par Georges Bataille, avec la participation de dissidents du surréalisme dont Robert Desnos, Michel Leiris, Georges Limbour, André Masson, Jacques Prévert, Roger Vitrac[11].

- André Breton rencontre Salvador Dalí présenté par Joan Miró[12].

### Mai
- 25 mai
Parution du premier numéro de la revue Bifur dirigée par Georges Ribemont-Dessaignes avec, notamment, des textes de Blaise Cendrars, Georges Limbour, Henri Michaux, Philippe Soupault, Tristan Tzara et des photographies de Germaine Krull et Eli Lotar. La préface est de Jacqueline Leiner : « Bifur interrogera le globe terrestre tout entier en maintenant à l'état anarchique la bande chaque jour plus redoutable de ses désirs. »[13]

- René Crevel, Êtes-vous fous ?, roman[14]

- À la suite de la fermeture de la Galerie Surréaliste, Camille Goemans en ouvre une autre au 49 rue de Seine. L'aménagement intérieur est confié à Sophie Taeuber[15].

### Juin
- Le Surréalisme en 1929, numéro spécial de la revue belge Variétés[16].

- Exposition de deux sculptures « plates »[17] d'Alberto Giacometti, Tête et Figure, à la galerie Jeanne Bucher. Tête est achetée aussitôt par Marie-Laure et Charles de Noailles.
André Masson découvre les sculptures. Il rencontre Giacometti et le présente à Max Ernst, Michel Leiris, Joan Miró et Jacques Prévert[18].

### Juillet
- André Breton commence la rédaction du Second manifeste du surréalisme[19].

### Août
- Projection privée chez les Noailles du film de Luis Buñuel et Salvador Dalí, Un chien andalou[20].

- Paul Eluard et Gala, René Magritte et Camille Goemans rencontrent Dalí à Cadaquès. Eluard repart seul[20].

### Octobre
- 1er octobre
Sortie officielle, au Studio 28, à Paris, du Chien andalou de Luis Buñuel et Salvador Dalí[20].

### Novembre
- 6 novembre
Jacques Rigaut se suicide d'une balle de revolver tirée en plein cœur[14].

- 9 novembre
Lettre d'Antonin Artaud à Jean Paulhan dans laquelle il exprime « regrets et remords » à propos de la « sinistre affaire du Songe. »[21]

- 20 novembre
Première exposition parisienne de Salvador Dalí à la Galerie Goemans. Le catalogue est préfacé par André Breton : « De l'autre côté, il y a l'espoir, l'espoir que tout ne sombrera pas quand même, que l'admirable voix qui est celle de Dalí ne se brisera pas pour commencer à son oreille, du fait que certains « matérialistes » sont intéressés à la lui faire confondre avec le craquement de ses souliers vernis. »[22]

- 30 novembre
Après la visite d'Eluard à L'Isle-sur-la-Sorgue (Vaucluse), René Char se rend à Paris[20].

- 30 novembre
Tristan Tzara rejoint les surréalistes[20].

- Giorgio De Chirico, Hebdomeros, récit décrivant l'univers imaginaire dans lequel vécu le peintre au cours de sa période « géniale », aux éditions du Carrefour[23].

- Adhésions au surréalisme de Luis Buñuel, Char et Salvador Dalí[14].

- Après la parution de Nadja où Breton remet en cause les pratiques psychiatriques de l'asile Sainte-Anne, les psychologues Pierre Janet et Gaëtan Gatian de Clérambault réclament des poursuites contre l'auteur[24].

### Décembre
- 15 décembre
Dans le numéro 12 de La Révolution surréaliste paraît le Second manifeste du surréalisme d'André Breton ainsi que des extraits du recueil de poèmes de Tristan Tzara, L'Homme approximatif[25].

- Max Ernst, La Femme 100 têtes précédé d'un « Avis au lecteur » de Breton[26].

- Prenant le parti de Breton, Salvador Dalí refuse à Georges Bataille de lui donner des photographies de quelques-unes de ses œuvres pour la revue Documents : « les idées de cette revue et surtout celles de Georges Bataille sont exactement à l'opposé des miennes. »[27].

### Cette année-là
- Benjamin Péret débarque à Rio de Janeiro[28].

- En Suède, création d'un groupe surréaliste, le Halmstad gruppen[29].

### Œuvres
- Louis Aragon
  - La Grande Gaîté, illustré de deux dessins d'Yves Tanguy[30]
- Louis Aragon & Benjamin Péret
  - 1929, petit ouvrage parodique obscène avec des photos de Kiki de Montparnasse par Man Ray. Péret : « Je suis fouteur voilà ma gloire / Mon espérance est dans ma main / Je suis le plus grand fouteur de l'Histoire / Je décharge sur ton chien. »[31]
- Jean Arp
  - Tête[32]
  - Tête et cravates, bois découpés, peints et collés[33]
  - Tête, moustache, bouteille[34]
- Antonin Artaud
  - L'Art et la mort, recueil de textes publiés en revue entre 1925 et 1927, orné d'une eau-forte de Jean de Bosschère[35]
- Antonin Artaud & Roger Vitrac
  - Le Théâtre Alfred Jarry et l'hostilité publique, brochure de 48 pages avec des photomontages à partir de photos réalisées par Éli Lotar : « Le Théâtre Alfred Jarry, conscient de la défaite du théâtre devant le développement envahissant de la technique internationale du cinéma, se propose par des moyens spécifiquement théâtraux de contribuer à la ruine du théâtre tel qu'il existe actuellement en France, en entraînant dans cette destruction toutes les idées littéraires ou artistiques […], tous les artifices plastiques sur lesquels ce théâtre est bâti. »[36]
- Enrico Baj
  - Ultracorps, huile sur toile[37]
- Jacques Baron
  - Paroles, poèmes[38]
- Jacques-André Boiffard
  - Le Gros orteil, photographie[39]
- André Breton, Frédéric Mégret, Suzanne Muzard & Georges Sadoul
  - Lemon squach, cadavre exquis à la gouache sur papier noir[40]
- André Breton, Suzanne Muzard, Yves Tanguy & Pierre Unik
  - Jeu de l'oie, crayon, encre, gouache et aquarelle sur papier[41]
- Luis Buñuel & Salvador Dalí
  - Chien andalou, film[42]
- Claude Cahen
  - Ne jamais lâcher l'ombre pour la proie (Aveux non avenus, chapitre VI), photographie[43]
- Salvador Dalí
  - L'Accommodation des désirs[44]
  - L'Énigme du désir, huile sur toile[45]
  - The First days of spring, huile et collage sur bois[46]
  - Le Grand masturbateur, huile sur toile[47]
  - Le Jeu lugubre, huile et collages sur carton[48]
  - Le Miel est plus doux que le sang, huile sur toile[49]
- Giorgio De Chirico
  - Hebdomeros, récit[50]
- Paul Eluard
  - L'Amour la poésie, recueil de poèmes : « J'écoute tous les mots que j'ai su inspirer / Et qui ne sont plus à personne »
- Max Ernst
  - Coquilles-fleurs, huile sur toile[51]
  - La Femme 100 têtes, dessins, introduction d'André Breton[52]
- Alberto Giacometti
  - Femme couchée qui rêve, bronze peint en blanc[53]
  - Homme et Femme, sculpture
  - Tête qui regarde, sculpture[54]
- Georges Hugnet
  - La Perle, film court-métrage[55]
- Valentine Hugo
  - Rêve du 21 décembre 1929, mine de plomb sur papier[56]
- Éli Lotar
  - Abattoir, épreuve aux sels d'argent : alignement de pieds de veau contre un mur noir[57]
- René Magritte
  - L'Annonciation, huile sur toile[58]
  - Ceci n'est pas une pipe ou La Trahison des images, huile sur toile
  - Le Sens propre, huile sur toile[59]
- René Magritte & Man Ray
  - Je ne vois pas la femme cachée dans la forêt, huile sur toile entourée des portraits photographiques, de face les yeux fermés, de seize surréalistes, dans le sens des aiguilles d'une montre en partant du coin supérieur gauche : Maxime Alexandre, Louis Aragon, André Breton, Luis Buñuel, Caupenne, Paul Eluard, Marcel Fourrier, René Magritte, Albert Valentin, André Thirion, Yves Tanguy, Georges Sadoul, Paul Nougé, Camille Goemans, Max Ernst et Salvador Dalí[60]
- Georges Malkine
  - La Femme tatouée, huile sur toile[61]
- Alberto Martini
  - Portrait d'André Breton, huile sur toile marouflée sur panneau[62]
- E. L. T. Mesens
  - Masque servant à insulter les esthètes, collage[63]
  - Norine, série de collage de photographies noir et blanc commencée en 1920[64]
- Benjamin Péret
  - Et les seins mouraient…[65]

- Francis Picabia
  - Atrata, huile sur bois[66]
  - Hera
  - Minos
  - Uncana, huile sur toile
- Pablo Picasso
  - Acrobate bleu, huile sur toile[67]
  - Le Baiser, huile sur toile[68]
- Man Ray

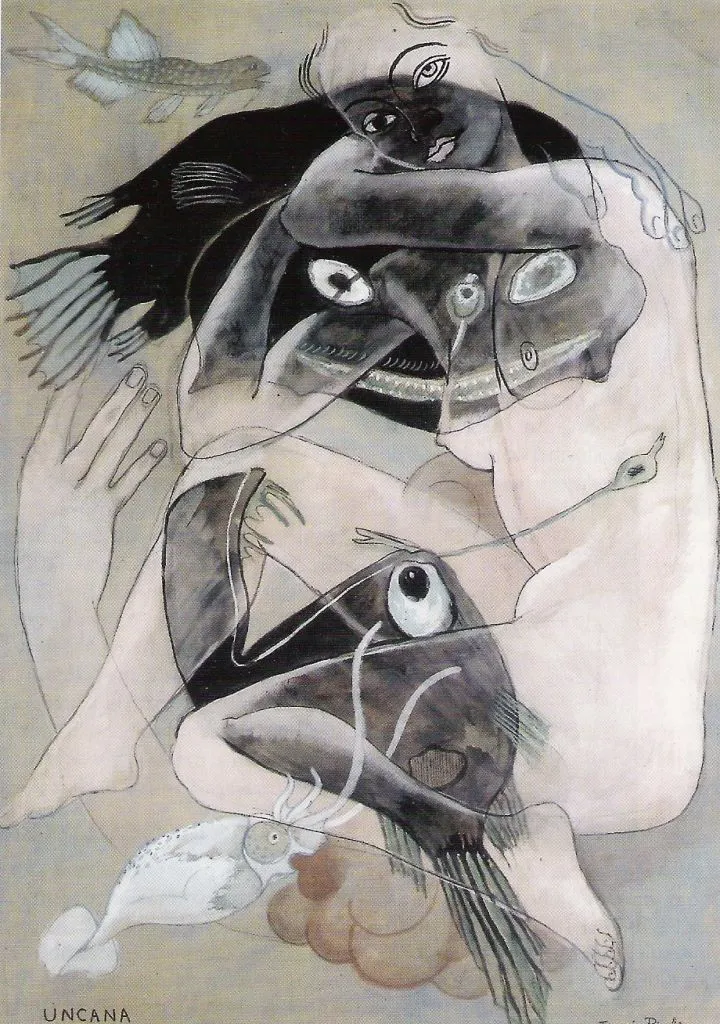
Francis Picabia,Uncana

  - Lee Miller, épreuve aux sels d'argent[69]
  - Primat de la matière sur la pensée (Meret Oppenheim pose allongée et nue), photographie solarisée[70]
- André Rolland de Renéville
  - Rimbaud le voyant, essai[réf. nécessaire]
- Philippe Soupault
  - Le Grand homme
- Yves Tanguy
  - À quatre heures d'été, l'espoir, huile sur toile[71]
  - Dehors, huile sur toile[72]
  - Le Plan des sources, huile sur toile[73]